# Dewi Morris
Colin Dewi Morris (Crickhowell, Galles, 9 febbraio 1964) è un ex rugbista a 15, giornalista e imprenditore britannico, nazionale inglese, il cui ruolo era quello di mediano di mischia.

## Biografia
Benché nato in Galles (a Crickhowell, nella contea di Powys), Morris fu tesserato per la federazione inglese, e fu proprio con l'Inghilterra che avvenne il suo esordio internazionale, nel 1998 contro l'Australia. Per un biennio gli fu preferito Richard J. Hill nel ruolo di mediano di mischia, ma nel 1992 tornò in pianta stabile; l'anno successivo fu convocato anche per il tour dei British Lions in Nuova Zelanda del 1993.
Terminò la carriera internazionale e di club dopo la Coppa del Mondo di rugby 1995 dopo 26 incontri con l'Inghilterra e 3 con i British Lions: il suo ultimo incontro fu la finale, persa, per il 3º posto della Coppa del Mondo sudafricana. Tuttavia, con l'avvento del professionismo, nel 1996 disputò un'ulteriore stagione, con il Sale Sharks, contribuendo a far raggiungere alla squadra la finale di coppa Anglo-Gallese del 1996-97.
Attualmente è attivo come giornalista e commentatore (cura una rubrica su Sky Sports britannica) e gestisce una compagnia di allestimento eventi e ospitalità, la "Dewi Morris Curry Club".